# Dobrolevo
Dobrolevo (Bulgaars: Добролево) is een dorp in het noordwesten van Bulgarije. Zij is gelegen in de gemeente Borovan in de oblast Vratsa. Het dorp ligt ongeveer 37 km ten noorden van Vratsa en 96 km ten noorden van de hoofdstad Sofia.

## Bevolking
De telling van 1934 registreerde 2.385 inwoners. Dit aantal groeide langzaam tot een hoogtepunt van 2.490 inwoners in 1946. Vanaf dat moment begon het inwonersaantal echter drastisch terug te lopen. Zo werden er op 31 december 2019 zo’n 833 inwoners geteld. Van de 865 inwoners reageerden er 791 op de optionele volkstelling van 2011. Zo’n 744 personen identificeerden zich als etnische Bulgaren (94%), terwijl 40 personen zich tot de Roma (5%) rekenden.
Van de 865 inwoners die in februari 2011 werden geregistreerd, waren er 144 jonger dan 15 jaar oud (17%), terwijl er 204 inwoners van 65 jaar of ouder werden geteld (24%).